# Умберто Брунеллескі
Умберто Брунеллескі (італ. Umberto Brunelleschi; 21 червня 1879 — 16 лютого 1949, Париж) — італо-французький художник і графік, сценограф.

## Життєпис

### Ранні роки
Народився в малому місті в Тоскані (Пістойя ?). Історики мистецтва сперечаються щодо міста народження художника. До 20-річного віку улаштувався на навчання до Флорентійської академії мистецтв. Вже на ранньому етапі власної художньої кар'єри брав участь у різних виставках.

### Паризький період
1900 року Умберто Брунеллескі покинув Італію і перебрався на працю у Париж. Йому пощастило відразу влаштуватись на працю у модний тоді журнал «Сміх» («Le Rire»). Почав брати участь у виставках в паризькому Салоні Незалежних.
Умберто стає паризьким художником, але не забуває про власне флорентійське коріння. Так, він став книжковим художником—ілюстратором у флорентійському виданні (недільний журнал) «Il Giornalino della Dominica», котре утримував видавець Луїджі Бертеллі.
Окрім модних журналів чи газет — «Les Feuillets d'Art» (Художні сторінки), «Журнал для модних дам» (le Journal des Dames et des Modes)— Умберто Брунеллескі не гребував підробляти. Так, художник брав замови на створення реклам для паризьких універмагів, працював портретистом, виробився у непоганого книжкового ілюстратора.
Умберто Брунеллескі створив ілюстрації до майже тридцяти різних книжок, це були твори різних авторів, серед котрих — Шарль Перро і Жан де Лафонтен, Гете і абат Прево, Дені Дідро і Вольтер, Бокаччо, Габріеле д'Аннунціо, Альфред Мюссе. Оригінали книжкових ілюстрацій Умберто Брунеллескі демонстрував як на виставках у Паризьких Салонах, так і на Венеційській бієннале.
Авангардно-руйнівні течії мистецтва не зачіпали свідомість Умберто Брунеллескі. Але він знав твори французьких художників і художників-графіків інших країн (Обрі Бердслі, Леон Бакст та ін.)
Незначний присмак іронічних, надто естетських та еротичних малюнків Обрі Бердслі відчувався у деяких його творах. Умберто Брунеллескі і сам створив цілу низку еротичних малюнків. Але праця у модних журналах і розрахунок на багатих споживачів цих видань утримували майстра від авангардизму, іронії чи сатири. Його художня манера реалістична, площинна, естетська, приємна, наближена до плакату, орієнтована на ар-нуво з його насолодами забезпеченим життям і насолодами за гроші, із дозованою еротикою, аполітичністю, дрібними подіями курортів і невибагливих театральних вистав чи концертів.

## Театральний художник
Ще 1914 року він почав створювати костюми для театральних вистав. Відомо, що композитор Джакомо Пуччіні радив у театрі взяти до роботи ескізи костюмів Умберто Брунеллескі до фантазійної опери «Турандот», бо художник сам працював у фантазійній художній манері та добре знався на стилізаціях і використовував естетику комедії дель арте.
Він не тільки працював для модних журналів чи для театру.
1914 року, після початку першої світової війни, Умберто Брунеллескі рахувався у італійській армії.
У 1920-і роки, коли його популярність набула стабільності, як театральний художник він працював для театрів Парижа, Нью-Йорку, театрів у Італії й у Німеччини.
Художник помер у Парижі на початку лютого 1949 року.